# Бервін (Небраска)
Бервін (англ. Berwyn) — селище (англ. village) в США, в окрузі Кастер штату Небраска. Населення — 75 осіб (2020).

## Географія
Бервін розташований за координатами 41°21′3″ пн. ш. 99°30′2″ зх. д. / 41.35083° пн. ш. 99.50056° зх. д. (41.350852, -99.500611).  За даними Бюро перепису населення США в 2010 році селище мало площу 0,66 км², уся площа — суходіл.

## Демографія
Згідно з переписом 2010 року, у селищі мешкали 83 особи в 38 домогосподарствах у складі 23 родин. Густота населення становила 125 осіб/км².  Було 48 помешкань (73/км²).
Расовий склад населення:
| - 94,0 % — білих - 4,8 % — корінних американців - 1,2 % — осіб інших рас |

До двох чи більше рас належало 0,0 %. Частка іспаномовних становила 1,2 % від усіх жителів.
За віковим діапазоном населення розподілялося таким чином: 16,9 % — особи молодші 18 років, 73,5 % — особи у віці 18—64 років, 9,6 % — особи у віці 65 років та старші. Медіана віку мешканця становила 45,2 року. На 100 осіб жіночої статі у селищі припадало 102,4 чоловіків;  на 100 жінок у віці від 18 років та старших — 115,6 чоловіків також старших 18 років.
Середній дохід на одне домашнє господарство  становив 54 569 доларів США (медіана — 51 875), а середній дохід на одну сім'ю — 57 479 доларів (медіана — 56 250). 
Цивільне працевлаштоване населення становило 68 осіб. Основні галузі зайнятості: сільське господарство, лісництво, риболовля — 25,0 %, будівництво — 22,1 %, роздрібна торгівля — 10,3 %, публічна адміністрація — 7,4 %.